# 让-巴蒂斯特·阿科莱
让-巴蒂斯特·阿科莱（法語：Jean-Baptiste Accolay，法語發音：[ʒɑ̃ batist akɔlɛ]，1833年4月17日—1900年8月19日），比利時小提琴家、作曲家及指揮家。
青年時代於布魯塞爾音樂學院先後隨韦里及梅尔茨習琴，後來移居布魯日，並在當地的音樂學院擔任教席，教授小提琴、中提琴及和聲。並且在當地的交響樂團擔任小提琴手達廿年。1896年更成為樂團首席。

## 作品
阿科莱曾創作過不同類型的音樂作品，其中包括有歌劇《聖殿騎士》（The Templars）、以及一些室樂及管絃樂作品。然而，大部份作品現時均被後人所遺忘。只有他於1868年創作的A小調第1號小提琴協奏曲，卻成為學習小提琴協奏曲的入門必奏作品。著名小提琴家伊扎克·帕尔曼於1999年，為多首屬於「學生作品」的小提琴協奏曲灌錄成唱片，當中亦收錄了這首協奏曲。而於1875年寫成的D小調第2號小提琴協奏曲，近年亦開始為人所認識，但論普及度卻和第1首相距甚遠。至於近年才被發現，並由Kalmus及碩特音樂分別發行的E小調第3號小提琴協奏曲，則依然寂寂無名。

## 外部連結
- 让-巴蒂斯特·阿科莱的免费乐谱，由国际乐谱典藏计划提供